# Хесус Алонсо-Монтеро
Хесу́с Ало́нсо-Монте́ро (нар. 28 вересня 1928) — галісійський (Іспанія) літературознавець і мовознавець. Праці з питань галісійської мови і реалізму в галісійській літературі. Вивчає українську літературу.
Один із авторів статей Великої галісійської енциклопедії.
У газеті «El Progreso» («Прогрес» 13 грудня 1964) надрукував статтю інформаційного характеру «Життя й поезія Тараса Шевченка», в якій подав відомості з біографії Тараса Шевченка. В статті він повідомляв про видання 1964 в Парижі збірки поетичних творів Шевченка французькою мовою і навів вірші «Заповіт», «І день іде, і ніч іде» та «О люди! люди небораки!» галісійською мовою в своєму перекладі.